# عمر کانر
عمر کانر (انگلیسی: Ömer Kaner؛ زادهٔ ۲۱ مهٔ ۱۹۵۱) بازیکن فوتبال اهل ترکیه است.
از باشگاه‌هایی که در آن بازی کرده‌است می‌توان به باشگاه فوتبال فاتح کاراگومروک، باشگاه فوتبال فنرباغچه، و باشگاه فوتبال اسکی‌شهراسپور اشاره کرد.
وی همچنین در تیم ملی فوتبال ترکیه بازی کرده‌است.